# Victor Hănescu
Victor Hănescu, né le 21 juillet 1981 à Bucarest, est un joueur de tennis roumain, professionnel de 2000 à 2016.
Ses frappes sont très souvent dépourvues d'effet. Là où la plupart des joueurs ont recours au lift, Victor Hănescu s'en passe. Certains journalistes l'ont surnommé « le Roumain au visage de marbre », du fait de sa très faible expressivité sur les courts. Il s'entraîne à Bucarest, principalement sur terre battue.

## Carrière
Victor Hănescu a remporté le tournoi de Gstaad en 2008, et fut notamment l'auteur de bons parcours aux Internationaux de France de Roland-Garros, avec une élimination en quarts de finale face à Roger Federer en 2005, et en huitièmes face au Chilien Fernando González en 2009.

## Palmarès

### Titre en simple messieurs
| No | Date       | Nom et lieu du tournoi      | Catégorie   | Dotation  | Surface      | Finaliste    | Score    |          |
| -- | ---------- | --------------------------- | ----------- | --------- | ------------ | ------------ | -------- | -------- |
| 1  | 07-07-2008 | Allianz Suisse Open, Gstaad | Int' Series | 368 000 € | Terre (ext.) | Igor Andreev | 6-3, 6-4 | Parcours |

### Finales en simple messieurs
| No | Date       | Nom et lieu du tournoi           | Catégorie   | Dotation  | Surface      | Vainqueur          | Score          |          |
| -- | ---------- | -------------------------------- | ----------- | --------- | ------------ | ------------------ | -------------- | -------- |
| 1  | 10-09-2007 | BCR Open Romania, Bucarest       | Int' Series | 391 000 $ | Terre (ext.) | Gilles Simon       | 4-6, 6-3, 6-2  | Parcours |
| 2  | 13-07-2009 | MercedesCup, Stuttgart           | ATP 250     | 398 250 € | Terre (ext.) | Jérémy Chardy      | 1-6, 6-3, 6-4  | Parcours |
| 3  | 05-04-2010 | Grand-Prix Hassan II, Casablanca | ATP 250     | 398 250 € | Terre (ext.) | Stanislas Wawrinka | 6-2, 6-3       | Parcours |
| 4  | 15-05-2011 | Open de Nice Côte d'Azur, Nice   | ATP 250     | 398 250 € | Terre (ext.) | Nicolás Almagro    | 6-75, 6-3, 6-3 | Parcours |

### Titres en double messieurs
| No | Date       | Nom et lieu du tournoi           | Catégorie   | Dotation    | Surface      | Partenaire      | Finalistes                      | Score    |          |
| -- | ---------- | -------------------------------- | ----------- | ----------- | ------------ | --------------- | ------------------------------- | -------- | -------- |
| 1  | 14-07-2008 | Austrian Open Kitzbühel          | Series Gold | 550 000 €   | Terre (ext.) | James Cerretani | Lucas Arnold Ker Olivier Rochus | 6-3, 7-5 | Parcours |
| 2  | 21-02-2011 | Abierto Mexicano Telcel Acapulco | ATP 500     | 1 100 000 $ | Terre (ext.) | Horia Tecău     | Marcelo Melo Bruno Soares       | 6-1, 6-3 | Parcours |

### Finales en double messieurs
| No | Date       | Nom et lieu du tournoi    | Catégorie   | Dotation  | Surface      | Vainqueurs                       | Partenaire   | Score         |          |
| -- | ---------- | ------------------------- | ----------- | --------- | ------------ | -------------------------------- | ------------ | ------------- | -------- |
| 1  | 12-09-2005 | BCR Open Romania Bucarest | Int' Series | 355 000 $ | Terre (ext.) | José Acasuso Sebastián Prieto    | Andrei Pavel | 6-3, 4-6, 6-3 | Parcours |
| 2  | 13-07-2009 | MercedesCup Stuttgart     | ATP 250     | 398 250 € | Terre (ext.) | František Čermák Michal Mertiňák | Horia Tecău  | 7-5, 6-4      | Parcours |

## Parcours dans les tournois duGrand Chelem

### En simple
| Année | Open d'Australie | Open d'Australie | Internationaux de France | Internationaux de France | Wimbledon       | Wimbledon   | US Open         | US Open       |
| ----- | ---------------- | ---------------- | ------------------------ | ------------------------ | --------------- | ----------- | --------------- | ------------- |
| 2003  | —                | —                | 3e tour (1/16)           | J. Nieminen              | 3e tour (1/16)  | S. Schalken | 1er tour (1/64) | L. Hewitt     |
| 2004  | 1er tour (1/64)  | W. Ferreira      | 2e tour (1/32)           | M. Verkerk               | 1er tour (1/64) | D. Ferrer   | 1er tour (1/64) | P. Srichaphan |
| 2005  | 2e tour (1/32)   | T. Henman        | 1/4 de finale            | R. Federer               | 2e tour (1/32)  | S. Grosjean | 1er tour (1/64) | A. Montañés   |
| 2006  | 1er tour (1/64)  | G. Coria         | —                        | —                        | —               | —           | —               | —             |
| 2007  | 1er tour (1/64)  | F. Dancevic      | 1er tour (1/64)          | G. Cañas                 | —               | —           | —               | —             |
| 2008  | 1er tour (1/64)  | P.-H. Mathieu    | 2e tour (1/32)           | F. Serra                 | 2e tour (1/32)  | T. Berdych  | 2e tour (1/32)  | D. Toursounov |
| 2009  | 2e tour (1/32)   | D. Sela          | 1/8 de finale            | F. González              | 3e tour (1/16)  | G. Simon    | 1er tour (1/64) | J. Isner      |
| 2010  | 2e tour (1/32)   | R. Federer       | 3e tour (1/16)           | N. Djokovic              | 3e tour (1/16)  | D. Brands   | 2e tour (1/32)  | M. Llodra     |
| 2011  | 1er tour (1/64)  | M. Fish          | 2e tour (1/32)           | N. Djokovic              | 2e tour (1/32)  | A. Roddick  | 1er tour (1/64) | M. Llodra     |
| 2012  | 1er tour (1/64)  | T. Kamke         | 1er tour (1/64)          | P. Andújar               | —               | —           | —               | —             |
| 2013  | 1er tour (1/64)  | K. Nishikori     | 3e tour (1/16)           | P. Kohlschreiber         | 1er tour (1/64) | R. Federer  | 1er tour (1/64) | L. Mayer      |
| 2014  | 2e tour (1/32)   | M. Raonic        | 1er tour (1/64)          | G. Monfils               | 1er tour (1/64) | T. Berdych  | —               | —             |

N.B. : à droite du résultat se trouve le nom de l'ultime adversaire.

### En double
| Année | Open d'Australie                | Open d'Australie      | Internationaux de France    | Internationaux de France | Wimbledon                   | Wimbledon            | US Open                        | US Open                  |
| ----- | ------------------------------- | --------------------- | --------------------------- | ------------------------ | --------------------------- | -------------------- | ------------------------------ | ------------------------ |
| 2004  | 1er tour (1/32) D. Sanguinetti  | F. Čermák L. Friedl   | —                           | —                        | —                           | —                    | —                              | —                        |
| 2005  | —                               | —                     | 1er tour (1/32) J. Hernych  | L. Arnold Ker M. García  | 2e tour (1/16) A. Pavel     | J. Knowle J. Melzer  | 2e tour (1/16) R. Sabău        | J. Erlich A. Ram         |
| 2006  | 1er tour (1/32) A. Pavel        | B. Bryan M. Bryan     | —                           | —                        | —                           | —                    | —                              | —                        |
| 2007  | —                               | —                     | —                           | —                        | —                           | —                    | —                              | —                        |
| 2008  | —                               | —                     | —                           | —                        | 2e tour (1/16) J. Cerretani | M. Mirnyi J. Murray  | 1er tour (1/32) J. Cerretani   | L. Arnold Ker G. Cañas   |
| 2009  | 1er tour (1/32) G. García-López | A. Coelho J. Sirianni | —                           | —                        | 2e tour (1/16) J. Cerretani | M. Damm R. Lindstedt | 1er tour (1/32) G. Trifu       | L. Dlouhý L. Paes        |
| 2010  | —                               | —                     | 1er tour (1/32) G. Trifu    | A. Dolgopolov D. Istomin | —                           | —                    | 2e tour (1/16) K. Anderson     | F. Mayer R. Wassen       |
| 2011  | 1er tour (1/32) K. Anderson     | M. Llodra N. Zimonjić | 1er tour (1/32) M. Damm     | M. López D. Marrero      | —                           | —                    | 1er tour (1/32) R. Haase       | S. Stakhovsky M. Youzhny |
| 2012  | 2e tour (1/16) O. Rochus        | R. Mello J. Souza     | 2e tour (1/16) J. Cerretani | J. S. Cabal R. Farah     | —                           | —                    | —                              | —                        |
| 2013  | 2e tour (1/16) M. Kližan        | M. Bhupathi D. Nestor | 1er tour (1/32) G. Müller   | I. Dodig M. Melo         | —                           | —                    | 1er tour (1/32) K. de Schepper | D. Brands P. Oswald      |

N.B. : le nom du ou de la partenaire se trouve sous le résultat ; le nom des ultimes adversaires se trouve à droite.

## Parcours dans lesMasters 1000
| Année | Indian Wells          | Miami                 | Monte-Carlo             | Rome                   | Hambourg puis Madrid      | Canada                        | Cincinnati             | Madrid puis Shanghai  | Paris                |
| ----- | --------------------- | --------------------- | ----------------------- | ---------------------- | ------------------------- | ----------------------------- | ---------------------- | --------------------- | -------------------- |
| 2003  | —                     | —                     | —                       | 2e tour G. Coria       | —                         | —                             | —                      | —                     | 2e tour A. Roddick   |
| 2004  | 2e tour F. González   | 1er tour K. Beck      | —                       | —                      | 2e tour I. Ljubičić       | —                             | —                      | —                     | 2e tour R. Štěpánek  |
| 2005  | 1er tour C. Saulnier  | 2e tour T. Dent       | 1/8 de finale G. Gaudio | 2e tour R. Nadal       | —                         | —                             | —                      | 2e tour R. Nadal      | 1er tour N. Djokovic |
| 2006  | —                     | 1er tour C. Moyà      | 1er tour F. López       | 1er tour A. Roddick    | —                         | —                             | —                      | —                     | —                    |
| 2007  | —                     | —                     | —                       | —                      | —                         | —                             | —                      | —                     | —                    |
| 2008  | 2e tour F. Verdasco   | 1er tour V. Troicki   | —                       | —                      | —                         | —                             | —                      | 2e tour N. Djokovic   | —                    |
| 2009  | 1er tour J. Chardy    | 1er tour M. Russell   | 2e tour A. Murray       | 1er tour V. Troicki    | 1er tour J. Blake         | 1/8 de finale J. M. del Potro | 1er tour M. Youzhny    | 1er tour R. Söderling | 1er tour A. Montañés |
| 2010  | 2e tour R. Federer    | 1er tour A. Falla     | 1er tour S. Wawrinka    | 1/8 de finale R. Nadal | 1/8 de finale A. Murray   | 1/8 de finale N. Djokovic     | 1er tour P.-H. Mathieu | —                     | —                    |
| 2011  | 2e tour A. Dolgopolov | 1er tour A. Bogomolov | 1er tour M. González    | 1er tour S. Stakhovsky | 1er tour X. Malisse       | —                             | —                      | —                     | —                    |
| 2012  | —                     | —                     | 1er tour A. Seppi       | —                      | 1er tour D. Gimeno-Traver | —                             | —                      | —                     | 2e tour G. Simon     |
| 2013  | 1er tour K. Anderson  | 2e tour K. Nishikori  | 1er tour M. Granollers  | —                      | —                         | —                             | —                      | 1er tour K. Anderson  | —                    |
| 2014  | 2e tour N. Djokovic   | 1er tour T. de Bakker | —                       | —                      | —                         | —                             | —                      | —                     | —                    |
| 2015  | 2e tour A. Seppi      | —                     | —                       | —                      | —                         | —                             | —                      | —                     | —                    |

N.B. : sous le résultat se trouve le nom de l’ultime adversaire.